# Yaucourt-Bussus
Yaucourt-Bussus è una comune delegato e frazione del comune di Bussus-lès-Yaucourt, nel dipartimento della Somme nella regione dell'Alta Francia; in precedenza comune autonomo, il 1º gennaio 2025 è confluito insieme all'ex comune di Bussus-Bussuel nel nuovo comune di Bussus-lès-Yaucourt.

## Società

### Evoluzione demografica
Abitanti censiti